# Gliese 330
Gliese 330 (GJ 330 / HIP 43948) es una estrella en la constelación de Cáncer.
Visualmente se localiza entre la brillante Acubens (α Cancri) y 60 Cancri, a 24 minutos de arco de la primera y a 17 minutos de arco de la segunda.
De magnitud aparente +10,58, es demasiado tenue para ser observable a simple vista.
Está situada, de acuerdo a la reducción de los datos de paralaje de Hipparcos (58,79 ± 2,72 milisegundos de arco), a 55,5 años luz del sistema solar.
La estrella conocida más cercan a ella es Gliese 319, distante 5,9 años luz.
Gliese 330 es una enana roja de tipo espectral M1V.
Mucho más tenue que el Sol, tiene una luminosidad bolométrica —que incluye una importante cantidad de radiación emitida como luz infrarroja— equivalente al 4,8% de la luminosidad solar.
Tiene una temperatura efectiva de 3493 ± 50 K y un radio igual a 2/3 partes del radio solar.
Gira sobre sí misma con una velocidad de rotación proyectada de 3,05 km/s, lo que conlleva que su período de rotación no supera los 10,8 días.
Presenta un contenido metálico parecido al del Sol, siendo su índice de metalicidad [M/H] = +0,02.
Gliese 330 parece tener una distante compañera cuyo brillo es 1,4 magnitudes inferior.
De tipo espectral M4, la separación visual entre ambas estrellas es de 524 segundos de arco, lo que implica que la distancia real entre ellas es de, al menos, 8900 UA.